# 2008 TS26
2008 TS26 ist ein erdnaher Asteroid des Apollo-Typs, der am 9. Oktober 2008 entdeckt wurde.

## Nahe Begegnung mit der Erde am 9. Oktober 2008
Am 9. Oktober 2008 flog er rund 6.150 km an der Erde vorbei. Da er nur an diesem Tag beobachtet werden konnte, ist die Bahn nur ungenau bekannt.